# Generalbezirk

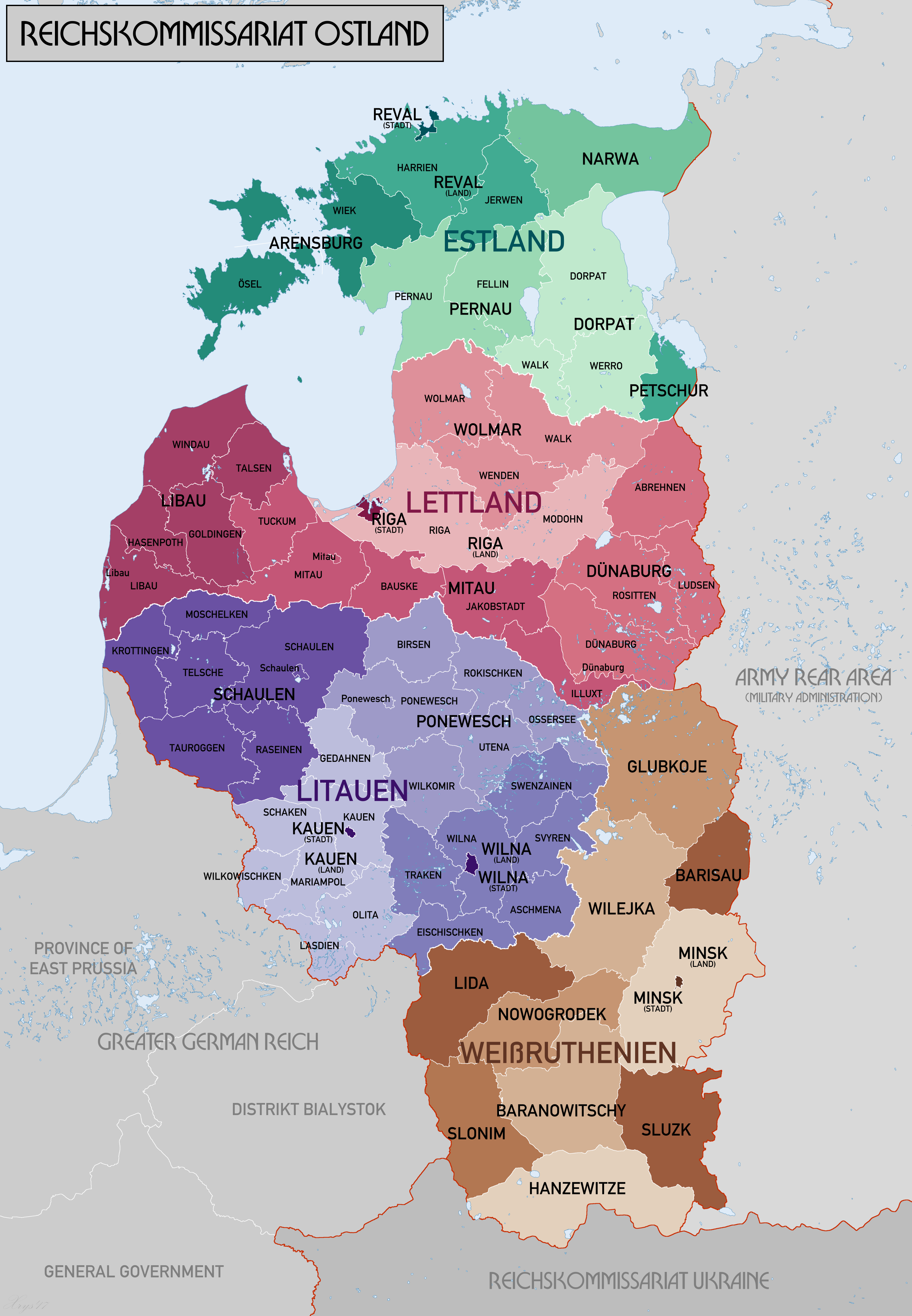
Verwaltungseinteilung Reichskommissariat Ostland und dessen 4 Generalbezirke

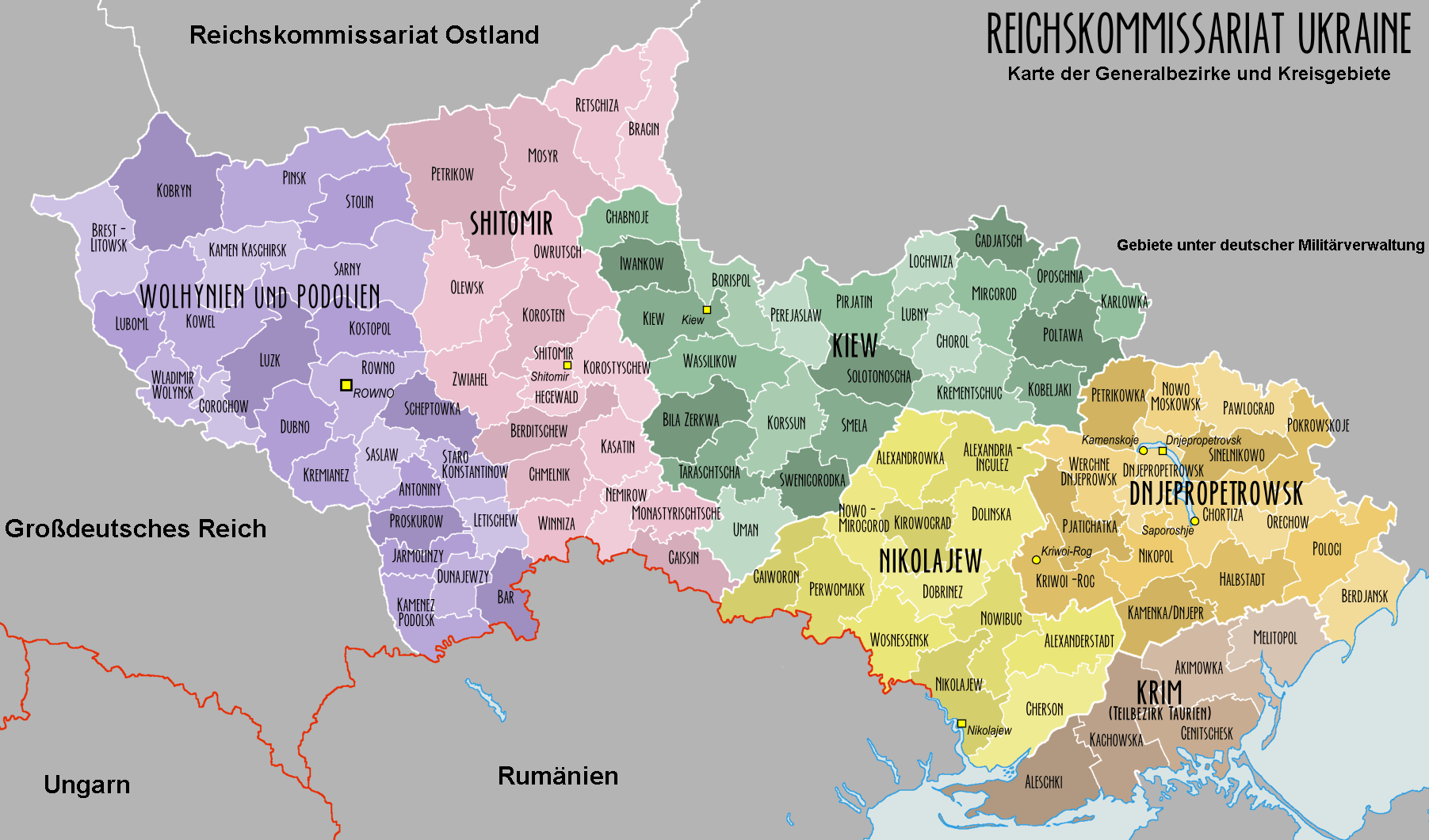
Verwaltungseinteilung Reichskommissariat Ukraine und dessen 6 Generalbezirke

Ein Generalbezirk (auch Generalkommissariat genannt) stellte die mittlere Instanz der deutschen Zivilverwaltung im Reichskommissariat Ostland und Reichskommissariat Ukraine während des Zweiten Weltkriegs dar.

## Geschichte
Die Generalbezirke lassen sich mit den preußischen Provinzen vergleichen, hatten aber einen größeren Gebietsumfang und eine größere Bevölkerungszahl. Geleitet wurden die Generalbezirke von Generalkommissaren, die in etwa gleichrangig waren mit den Oberpräsidenten oder Gauleitern im Reichsgebiet. Ihnen unterstanden administrativ die Gebietskommissare.
Zur Zeit der größten Ausdehnung des deutschen Machtbereiches existierten zehn Generalbezirke.
Im Reichskommissariat Ostland die Generalbezirke Estland, Lettland, Litauen und Weißruthenien.
Im Reichskommissariat Ukraine die Generalbezirke Dnjepropetrowsk, Kiew, Nikolajew, Shitomir, Krim (Teilbezirk Taurien) und Wolhynien-Podolien.
Jeder Generalbezirk setzte sich aus mehreren Gebieten zusammen, die von Gebietskommissaren verwaltet wurden. Diese bildeten die nächstniedrigere deutsche Verwaltungsbehörde, unterhalb derer nur noch die Kreislandwirte Verfügungsmacht hatten. Größere Städte innerhalb eines Gebietes unterstanden eigenen Kommissaren, die unabhängig von den Gebietskommissaren waren.

## Generalkommissare
Die Generalkommissare verfügten in ihrem Bereich über gewisse legislative Vollmachten, leiteten jedoch „die Verwaltung nach den allgemeinen Weisungen des Reichsministers für die besetzten Ostgebiete und den Anordnungen des Reichskommissars“. In der Realität hatten auch sie einen beträchtlichen Spielraum bei der Behandlung ihrer Angelegenheiten.
- Generalkommissare im Reichskommissariat Ostland, siehe Reichskommissariat Ostland#Zivilverwaltung
- Generalkommissare im Reichskommissariat Ukraine, siehe Reichskommissariat Ukraine#Zivilverwaltung

Generalkommissare gab es auch in den besetzten Niederlanden, die dort jedoch nicht Gebieten, sondern Aufgabenfeldern zugewiesen waren. Siehe auch: Reichskommissare im Zweiten Weltkrieg.
- Generalkommissare im Reichskommissariat Niederlande, siehe Kategorie:Generalkommissar (Niederlande)